# أل شوارتز
أل شوارتز (بالإنجليزية: Al Schwartz)‏ هو كاتب سيناريو أمريكي، ولد في 29 نوفمبر 1910 في باسيك في الولايات المتحدة، وتوفي في 25 مارس 1988 في هوليوود في الولايات المتحدة.

## وصلات خارجية
- أل شوارتز على موقع IMDb (الإنجليزية)
- أل شوارتز على موقع قاعدة بيانات الفيلم (الإنجليزية)
- أل شوارتز على موقع كينوبويسك (الروسية)